# Nacionalna varnostna agencija
Nacionalna varnostna agencija (National Security Agency) bolje znana pod kratico NSA je obveščevalna agencija ZDA, ki je zadolžena in specializirana za globalno opazovanje, zbiranje in obdelavo elektronskih podatkov. Agencija je tudi zadolžena za varovanje komunikacijsko informacijskega sistema vlade ZDA ter izvajanje kibernetskih napadov.
Zgodovina NSA sega v čas prve svetovne vojne ko je bil ustanovljen poseben odsek, ki se je ukvarjal s prisluškovanjem telefonom in telegrafom. Med drugo svetovno vojno je bila ustanovljena posebna agencija za zbiranje, dešifriranje in obdelavo podatkov sil osi. Agencija se je po vojni večkrat preimenovala in preoblikovala. Današnja agencija NSA je bila ustanovljena v tajnosti, leta 1952, na ukaz ameriškega predsednika Harrya S. Trumana. Z razmahom hladne vojne je v naslednjih letih in desetletjih postala ena izmed največjih obveščevalnih agencij vlade ZDA. Po koncu hladne vojne se je njena velikost zaradi manjšega proračuna drastična zmanjšala. Zaradi napadov 11. septembra ter globalnega boja proti terorizmu je vlada ZDA agenciji proračun ponovno povečala tako, da je ta danes ponovno ena največjih obveščevalnih agencij v ZDA in svetu.
Zadnja leta je NSA postala glavna tarča kritik ameriške in svetovne javnosti zaradi nedovoljenega in prekomernega zbiranja osebnih in ostalih podatkov ljudi, organizacij, podjetij in vlad po vsem svetu. Dokumenti ki jih je razkril nekdanji sodelavec agencije Edward Snowden razkrivajo, da je NSA v sodelovanju z ostalimi obveščevalnimi agencijami po vsem svetu prestrezala in obdelovala podatke mobilnih telefonov ter internetni promet več sto milijonov navadnih uporabnikom ter svetovnim politikom in znanim osebnostim.

## Zgodovina
Z vstopom ZDA v prvo svetovno vojne, leta 1917, je ameriška vojska spoznala, da potrebuje znotraj svoje obveščevalne službe (MID), poseben oddelek za šifriranje in dešifriranje lastnih in sovražnikovih elektronskih sporočil iz radijskih postaj in telegrafov. Po vojni je oddelek začel delovati iz New Yorka kjer je s pomočjo takrat največjega telefonske in telegrafske družbe Western Union, prisluškoval zasebnim telefonom ter prestrezal diplomatska telegrafska sporočila. Leta 1929 je vlada ZDA oddelek ukinila. Zaradi velikih potreb po specializiranem oddelku za prestrezanje in analizo elektronskih komunikacij je vojska ZDA znotraj vezističnega korpusa ustanovila poseben elektronsko obveščevalni oddelek. Z izbruhom druge svetovne vojne se je oddelek preoblikoval v signalno varnostno agencijo (SSA), ki se je ukvarjala s prestrezanjem in dešifriranjem elektronskih komunikacij sil osi. Leta 1949 so se kriptografske službe različnih državnih agenciji združili v enotno varnostno agencijo oboroženih sil (AFSA). Združitev se je izkazala za neuspešno saj novi agenciji ni uspelo vzpostaviti sodelovanja z CIA, FBI, DOS in vojsko ZDA, ki so imele oz. so ustanavljale lastne kriptografske oddelke. Agencijo AFSA so 24. oktobra 1952, po temeljiti raziskavi, na tajni ukaz ameriškega predsednika H. Trumana preoblikovali in preimenovali v Nacionalno varnostno agencijo (National Security Agency ali NSA).
Z razmahom hladne vojne je moč in velikost agencije neprestano rasla. Agencija se je med hladno vojno v večji meri ukvarjala s prestrezanjem, dešifriranjem in analizo elektronskih komunikacij Sovjetske zveze in ostalih komunističnih držav. Veliko dela je bilo vloženega v razbijanje sovjetskih kriptografskih ključev saj so zahodne obveščevalne službe po t. i. črnem petku leta 1948 ostale brez dostopa do najvišjih komunikacijskih kanalov sovjetskega vrha v Moskvi. Med hladno vojno je agencija doživela več vzponov in padcev. Leta 1962 med kubansko raketno krizo, agencija ni zaznala, da namerava Sovjetska zveza na Kubo namestiti balistične rakete. Zagotavljala je obveščenost Bele hiše o dogajanju za železno zaveso. Zasedba Češkoslovaške, leta 1968, ter dogodki v Romuniji Washington in NATO niso presenetili. NSA je vilo časa posvečala tudi Bližnjemu vzhodu ter konfliktu med Arabci in Izraelom.
Čeprav NSA ni imela vohunov tako kot CIA je elektronsko vohunjenje terjalo tudi smrtne žrtve. Junija 1967 so izraelska letala namenoma ali ne napadla obveščevalno ladjo USS Libery, v napadu je umrlo 34 ljudi med njimi so bili tudi uslužbenci NSA. Naslednje leto je Severna Koreja zasegla obveščevalno ladjo USS Pueblo ter se dokopala do vohunske opreme in kriptografskih ključev. Januarja 1969 je Severno Korejski Mig-21 sestrelil letalo za elektronsko vohunjenje. V napadu je umrlo 31 ljudi med njimi so bili tudi uslužbenci NSA. NSA se je zelo zgodaj vključila tudi v vietnamsko vojno, njeni uslužbenci so bili eni izmed prvih, ki so jih poslali v Vietnam kot pomoč Južnemu Vietnamu v boju proti Vietkongu. Z NSA je povezan tudi kontraverzni incident v zalivu Tonkin zaradi katerega so ZDA vstopile v vietnamsko vojno. V Vietnamu je NSA zagotavljala obveščevalne podatke o premikih vietnamski enot kar je pripeljalo do večjih bitk. Agenciji je uspelo tudi pravilno napovedati ofenzivo Tet vendar se CIA in ameriška vojska obveščevalnih podatkov nista upoštevali. Zaradi protivojnega razpoloženja v ZDA je NSA prisluškovala ameriškim politikom in znanim osebnostim, ki so javno nasprotovale vietnamski vojni.
Sedemdeseta leta so kljub varčevanju na varnostnem področju prinesla delni preboj, pri razbijanju sovjetskih tajnih sporočil. Leta 1975 je agencijo pretresel škandal, ko je v javnost prišla informacija da je agencija preko tajnih programov MINARET in SHAMROCK prisluškovala ameriškim državljanom podatke pa noto posredovala ostalim vladnim agencijam (CIA, FBI, ...). Na podlagi podrobne preiskave je bil sprejet poseben zakon (Forigin Intelligence Surveillance Act), ki je NSA omejil pristojnosti pri elektronskem vohunjenju za ameriškimi državljani. Leta 1979 je NSA na podlagi zbranih informacij napovedala Sovjetsko invazijo na Afganistan. s hitrim razvojem satelitskih komunikacij v sedemdesetih in osemdesetih letih dvajsetega stoletja se je NSA specializirala za prestrezanje in obdelavo tudi teh. Ker je bil njen neuraden moto >>shrani vse<< so se na magnetnih trakovih začele zbirati ogromne količine podatkov, ki jih ni bilo mogoče analizirati in obdelati v realnem času (agencija ima tudi sedaj podobne težave). Leta 1986 je NSA, po berlinskem bombnem napadu prestregla pogovore med libijsko vlado in teroristi ter tako dokazala vpletenost Libije v bombne napade. Na podlagi teh dokazov je ameriški predsednik Ronald Reagan ukazal bombardiranje Libije.
Z razpadom Sovjetske zveze in koncem hladne vojne, leta 1991, se je proračun agencije drastično zmanjšal zaradi česar so se ukinili številni programi, agencija pa je zmanjšala tudi število zaposlenih. Z razvojem novih tehnologij na področju mobilnih telekomunikacij in interneta je agencija dobila nove možnosti nadzora in se specializirala za prisluškovanje mobilnim telefonskim omrežjem in nadzorom nad svetovnim spletom ter pretok podatkov in informacij preko njega. Agencija pa je dobila tudi nove naloge in pooblastila za zaščito in izvajanje kibernetskih napadov. Konec devetdesetih let dvajsetega stoletja so v javnost začeli prihajati podatki ,da je NSA vedno bolj vpletena tudi v gospodarsko vohunjenje. Napadov 11. septembra 2001 agencija ni znala napovedati čeprav se je kasneje izkazalo, da je imela tako kot CIA in FBI večino podatkov o storilcih, ki pa so bili zakopani v množici neobdelanih podatkov. Globalna vojna proti terorizmu je agenciji dala skoraj neomejena finančna sredstva z novimi protiterorističnimi zakoni pa večja pooblastila. Leta 2013 je nekdanji sodelavec agencije Edward Snowden razkril, da je agencija prisluškovala in sledila več sto milijonom mobilnim telefonom ter nadzorovala internetni promet navadnih uporabnikov v ZDA in po svetu. Tarča prisluškovanj so bile tudi vlade, politiki in znane osebnosti zavezniških in prijateljskih držav. Agenciji so bile v pomoč pri prisluškovanju tuje obveščevalne službe (BND, GCHQ,...), telekomunikacijske družbe ter mednarodno znana IT podjetja kot so Google, Yahoo!, Microsoft, Facebook, itd. . V zadnjih letih je NSA po vsem svetu postala tarča kritik zaradi prekomernega zbiranja in obdelave elektronskih podatkov. Na dan še vedno prihajajo informacije o tajnih operacijah prisluškovanja, ki so se odvijale v prvem desetletju novega tisočletja. Čeprav so pred kratkim z novimi zakoni v ZDA agenciji odvzeli nekaj pristojnosti ta še vedno nadaljuje z znanimi praksami ter se neprestano širi. Ker se vojskovanje v informacijski dobi širi na splet, NSA z nadzorom nad tem zagotavlja kibernetsko varnost ZDA.
Agencija je dolgo desetletja, zaradi načina svojega delovanja, ostajala v senci ostalih varnostnih agencij ZDA kot sta npr. FBI in CIA zaradi česar si je prislužila vzdevek >>No Such Agency<< (take agencije ni). V javno življenje je vstopila šele konec osemdesetih in tekom devetdesetih letih dvajsetega stoletja ko je bilo njeno delovanja prikazano v številnih hollywoodskih filmih kot so npr.  Špiclji (Sneakers), Državni sovražnik (Enemy of the State) in Merkurjev srd (Mercury Rising). Svetovno znana je postala v zadnjem desetletju zaradi številnih afer povezanih s prisluškovanjem in zbiranjem elektronskih podatkov.

## Organiziranost
Agencijo NSA vodi direktor Nacionalne varnostne agencije (DIRNSA), ki je hkrati poveljnik oddelka za centralno varnost (CSS) in kibernetskega poveljstva ZDA (USCYBERCOM). Je vojaška oseba z najvišjim činom, njegov pomočnik je namestnik direktorja, ki pa je najvišja civilna oseba v agenciji. Trenutni direktor NSA je admiral Michael S. Rogers.
Za razliko od ostalih vladnih agencij ZDA kot sta npr. FBI in CIA, organizacijska in kadrovska struktura NSA javnosti ni dostopna. Struktura NSA, ki je navedena spodaj je bila izdelana na podlagi različnih virov in informacij, ki so skozi leta prišle v javnost.
Glavni elementi strukture NSA so:
- D Pisarna direktorja NSA
- E Direktorat za izobraževanje in usposabljanje
- F Poseben oddelek za zbiranje informacij (Special Collection Service (SCS))
- I Direktorat za zagotavljanje informacij (Information Assurance Directorate (IAD))
- K Nacionalno varnostni operativni center (National Security Operation Center (NSOC))
- L Direktorat za objekte in logistiko (Associated Directorat for Installations and Logistics (ADIL))
- M Direktorat za človeške vire (Associated Directorate for Human Resouces Srvices (ADHRS))
- Q Direktorat za varnost in protiobveščevalno dejavnost (Associated Directorate for Security and Counterintelligence (ADS&CI))
- R Direktorat za raziskave (Research Associate Directorate (RAD))
- S Direktorat za signalno obveščanje (Signal Intelligence Directorate (SID))
- T Direktorat za tehnologijo (Technology Directorate)
- V NSA/CSS operativni center za grožnje (NSA/CSS Threta Operation Center (NTOC))
- J enota za kriptografijo
- Direktorat za korporativno vodenje
- Direktorat za zunanje zadeve
- Storitev za zagotavljanje informacij (Information Sharing Services (ISS))

Število zaposlenih v NSA javnosti ni znano. Po neuradnih podatkih naj bi bilo v NSA zaposlenih med 30.000 in 40.000 vojaških in civilnih oseb. NSA je največji delodajalec v državi Maryland, je tudi največji zaposlovalec matematikov v celotni ZDA in svetu. Osebe, ki se zaposlijo v NSA so podvržene strogemu nadzoru in neprestanim varnostim preverjanjem. Opravlja se tudi test s poligrafom, ki se izvaja periodično na vsakih pet let.

## Naloge NSA
NSA ima dve glavni nalogi. Prva naloga je, da varuje informacijski sitem vlade ZDA pred kibernetskimi napadi iz tujine in doma ter tako preprečuje, da bi se tuji obveščevalci ali organizacije dokopale do občutljivih varnostnih podatkov. Agencija tako ameriški vojski in ostalim vladnim agencijam s posebnim informacijskih omrežjem ter varnimi napravami zagotavlja varno shranjevanje, obdelavo in prenos elektronskih podatkov. Informacijski sistem vlade neprestano nadzorujejo posebni centri, ki preprečujejo napade in nepooblaščene vstope v sistem. Druga naloga agencija je zbiranje vseh vrst elektronskih podatkov doma in v tujini, njihova obdelava, vrednotenje in interpretacija. Podatki se zbirajo za namen obveščevalne in protiobveščevalne dejavnosti ameriških varnostnih agencij ter pomoč pri vojaških operacijah. Agencija je zadolžena tudi za izvajanje kibernetskega bojevanja doma in v tujini.

## Objekti

### Objekti v ZDA
Sedeš Varnostno obveščevalne agencije se nahaja v bazi Forte Meade, Maryland, 32 km jugozahodno od mesta Baltimore ter 40 km severozahodno od prestolnice Washington. NSA si bazo deli z ameriško vojsko ter ostalimi vladnimi agencijami. Znotraj baze agencija zaseda štiri večja poslopja zgrajena v petdesetih, šestdesetih in osemdesetih letih dvajsetega stoletja. Sam sedež agencije se nahaja v prepoznavni moderni večnadstropni stavbi z zatemnjenimi stekli. Stavba je oblečena v posebno bakreno kletko, ki preprečuje vstop in izstop elektronskim signalom ter je zvočno izolirana. Dostop do baze in sedeža NSA je mogoč neposredno iz bližnje avtoceste. Baza je podvržena strogim varnostnim pravilom, vsi prihodi in odhodi iz baze so nadzorovani, vstop je mogoč le zaposlenim ali najavljenim osebam. Zaradi številnih elektronskih naprav (superračunalnik, podatkovni center, hladilni sistemi, informacijske naprave,....), ki so nameščene v bazi je Fort Meade drugi največji porabnik električne energije takoj za Annapolisem, prestolnico zvezne države Maryland. Zagotavljanje zadostne količine električne energije je ena največjih težav NSA, stroški za električno energijo znašajo več deset milijonov dolarjev. V zadnjih letih NSA težave z električno energijo rešuje tako, da je razpršila svoje objekte po celotni ZDA. Nedaleč od baze Fort Meade v kraju Linthicum se nahaja objekt FANX oz. FANEX ( Friendship Annex). Gre za obsežen kompleks, ki ga agencija uporablja za kibernetsko vohunjenje in obdelavo elektronskih podatkov. V komplekse se nahaja tudi televizijski studio ter nacionalna kriptografska šola. Tam se izvaja tudi selekcija med kandidati, ki se želijo zaposliti v NSA.
Agencija ima svoje objekte in izpostave v različnih vojaških bazah in krajih po vsej ZDA. V kraju Oak Ridge, zvezna država Tennessee, ima agencija poseben razvoji kompleks kjer razvijajo superračunalnike in specializirane elektronske komponente. Zadnjih nekaj let agencija širi svojo infrastruktura v letalskih bazah Buckley (Aurora, Denver, Colorado) in Lackland (San Antonijo, Teksas) ter bazi Fort Gordon (Augusta, Georgija). Maja 2014 je agencija dokončala ogromen podatkovni center v Camp Williams (Bluffdale, Utah) za katerega pravijo, da lahko shrani gradivo od 100.000 do milijona Kongresnih knjižnic, center pa nameravajo v prihodnosti še razširiti.
Za prestrezanje satelitskih komunikacij NSA uporablja zemeljske satelitske postaje Roaring Creek v Pannsylvaniji ter Salt Creek v Kaliforniji. Prva se uporablja za satelitske komunikacije med ZDA, Evropo in Bližnjim vzhodom, druga pa za satelitske komunikacije med ZDA, Azijo in Pacifikom. Obe postaji sta v zasebni lasti ( AT&T in  Xaba Ranch LLC), NSA preko njih nadzoruje podatke ki vstopajo in izstopajo iz ZDA.

### Objekti v tujini
NSA ima svoje centre tudi po svetu. Največji in najbolj znani so tisti v Evropi. Največji in najbolj zloglasen je RAF Menwith Hill v severnem Yorkshiru, Velika Britanija, ki ga poleg NSA uporablja tudi britanska vojska in britanski GCHQ. NSA in GCHQ si delita tudi satelitsko zemeljsko postajo severno od Cornwalla, Velika Britanija preko katere agenciji prisluškujeta satelitskim komunikacijam. Po koncu hladne vojne ter po 11. septembru je NSA večino prisluškovalnih postaj na evropskem kontinentu opustila oz. predala lokalnim obveščevalnim agencijam. V bližini Frankfurta ima NSA Evropski kriptografski center (ECC), ki s svojim delovanjem pokriva Evropo, Afriko in Bližnji vzhod. Agencija tudi tesno sodeluje z nemško obveščevalno službo BND, po nekaterih podatkih naj bi agencija še vedno uporabljala postajo Bad Aibling, ki naj bi bila leta 2004 zaprta ter predana Nemčiji.
Izven Evrope ima NSA večje postaje postaje še v Kanadi (Leitrim, Ottawa), Japonskem (Misawa, Aomori), Avstralija (Geraldton, Pine Gap in Shal Bay), Nova Zelandija (Waihopai in Tangimoana) in Tajskem (veleposlaništvo ZDA in mesto Khon Kaen).

## Operacije in programi
Agencija se je od svojega nastanka, do danes ukvarjala, in se še, s številnimi programi zbiranja in obdelave elektronskih podatkov. Večina programov je bila tajnih in so v javnost prišli šele po dolgih letih ali desetletjih ko so iz njih odstranili oznako strogo tajno. Drugi tajni programi agencije pa so v javnost prišli v zadnjih nekaj letih ko jih je z razkritkjem tajnih podatkov agencije razkril nekdanji sodelavec Edward Snowden.
Operacije, ki jih izvaja NSA lahko razdelimo v tri kategorije: operacije na domačem ozemlju za katere skrbi oddelek SSO (Special Secure Operation), operaciji v tujini za katere skrbi oddelke GAO (Global Access Oeration) in hekerske operacije za katere skrbi oddelek TAO (Tailored Access Operations).
Spodaj je navedenih nekaj znanih operacij in projektov NSA:
- Projekt SHAMROCK je eden izmed starejših projektov NSA oz. njene predhodnice. Stekel je davnega leta 1945. Namen projekta je bilo prestrezanje telegrafskega prometa, ki je vstopal in izstopal iz ZDA preko telegrafske družbe Western Union. Projekt je bil ustavljen leta 1975, ko so podatki o prestrezanju telegramov prišli v javnost in je bila sprožena preiskava.
- Projekt MINARET je bil sestrski projekt projekt SHAMROCK. Agencija je zbirala in obdelovala elektronske ameriških državljanov, ki so bili vnaprej določeni za prisluškovanje. Zbrani podatki so bili posredovani FBI, CIA, vojski, itd. . Projekt so ustavili leta 1975 potem, ko je bil razkrit in je bila sprožena preiskava.
- Program ECHELON je bil ustanovljen konec šestdesetih let dvajsetega stoletja z namenom prestrezanja vojaških in diplomatski komunikacij Sovjetske zveze in njenih zaveznic. V naslednjih desetletjih se je razširil tudi na ostala področja in je postal sinonim za globalno prisluškovanje. Z njim je NSA prestrezala telefonske pogovore, fakse, elektronsko pošto, satelitske, radijske in ostale elektronske komunikacije. Potencialne tarče prisluškovanj so bili vsi, od navadnih državljanov ZDA do zavezniških in prijateljskih držav. Prvi podatki o tem tajnem projektu so začeli prihajati na dan v osemdesetih letih dvajsetega stoletja vendar je ameriška vlada vztrajno vse zanikala. V letih 2000 in 2001 je projekt raziskovala tudi posebna komisija evropskega parlamenta. Obstoj projekta je potrdil šele Edwar Snowden leta 2015 z objavo tajnih podatkov agencije.
- Program MUSCULAR je bil združeni program britanske obveščevalne službe GCHQ in NSA v katerem sta agenciji na skrivaj vdrli v komunikacijske povezave podatkovnih centrov družb Yahoo in Google. Program je bil leta 2013 razkril na podlagi tajnih dokumentov, ki jih je objavil Edwar Snowden.
- Program MYSTIC se je začel leta 2009 in naj bi še trajal. Njegov namen je zbiranje metapodatkov telefonskih pogovorov. Po nekaterih podatkih naj bi bil program tako obsežen, da omogoča zbiranje metapodatkov vseh telefonskih pogovorov celotnih držav. Podatke naj bi NSA shranjevala 30 dni nato pa bi jih zamenjali novi. Program je z objavo tajnih dokumentov agencije leta 2014 razkril Edwar Snowden.
- Programa OAKSTAR in STORMBREW sta tajna programa pri katerih naj bi NSA prestrezala podatke neposredno iz optičnih kablov. Programa je leta 2013 razkril Edward Snowden z objavo tajnih podatkov agencije.
- Program Dropmire, namen tega tajnega programa je bilo vohunjenje za tujimi veleposlaništvi ter diplomatskim osebjem. NSA je vohunila tudi veleposlaništvom zavezniških in prijateljskih držav. Predmet vohunjenja naj bi bil tudi generalnemu sekretarju OZN Ban Ki-moonu ter diplomatom na vrhu G-20 v Londonu leta 2009. Program je leta 2013 z objavo tajnih podatkov razkril Edward Snowden.
- Operacija Ivy Bells je bila skupna tajna operacija agencij NSA in CIA v kateri so na sovjetske podvodne telefonske kable namestili prisluškovalne naprave. Operacija se je izkazala kot zelo uspešna saj Sovjeti večino komunikacij preko podvodnih kablov niso šifrirali.
- Operacija Eikonal je bila skupna tajna operacije NSA in nemške varnostne službe BND. Začela se je leta 2003 v njej pa naj bi NSA prestrezala in shranjevala telefonski in internetni promet ki se je pretakal skozi podatkovno vozlišče Deutsche Telekom v Frankfurtu. Tarča prisluškovanj naj bi bila francoska administracija ter evropska visoko tehnološka podjetja kot sta npr. Eurocopter in EADS.